# Mercedes-Benz Classe X
Ne pas confondre avec la Classe X des sous-marins.
La Mercedes-Benz Classe X ou Mercedes-Benz Classe X Type 470 est un pick-up urbain et tout-terrain fabriqué par Mercedes-Benz entre 2017 et 2020. Il est produit de 2017 à 2020.

## Historique
Mercedes-Benz a organisé un événementiel à Stockholm le 25 octobre 2016 pour la présentation de 2 concept-cars, annonçant l'arrivée du futur modèle de série de la Mercedes-Benz Classe X : Stylish Explorer et Powerful Adventurer. Le Mercedes-Benz X-Class Powerful Adventurer est la version classique du pick-up, robuste avec de gros pneus et un treuil. Le Mercedes-Benz X-Class Stylish Explorer est la version loisir, plus luxueuse et technologique.
Mercedes-Benz étant partenaire de l'Alliance Renault-Nissan, il profite des synergies du groupe pour réaliser son pick-up premium à partir d'une base existante, celle du Nissan Navara. Le modèle de série a été présenté le 18 juillet 2017 en Afrique du Sud puis exposé au Salon de Francfort 2017.
À l'occasion du Salon international de l'automobile de Genève 2018, Mercedes-Benz présente la version disposant d'un moteur V6 de 258 chevaux de la Classe X. Il se différencie ainsi de ses cousins les Nissan Navara et Renault Alaskan qui ne sont motorisés uniquement par des quatre cylindres en ligne.
Faute de ventes suffisantes et en vue de réduire considérablement ses coûts pour investir dans les véhicules électriques, le constructeur met fin à la production du Classe X en mai 2020.

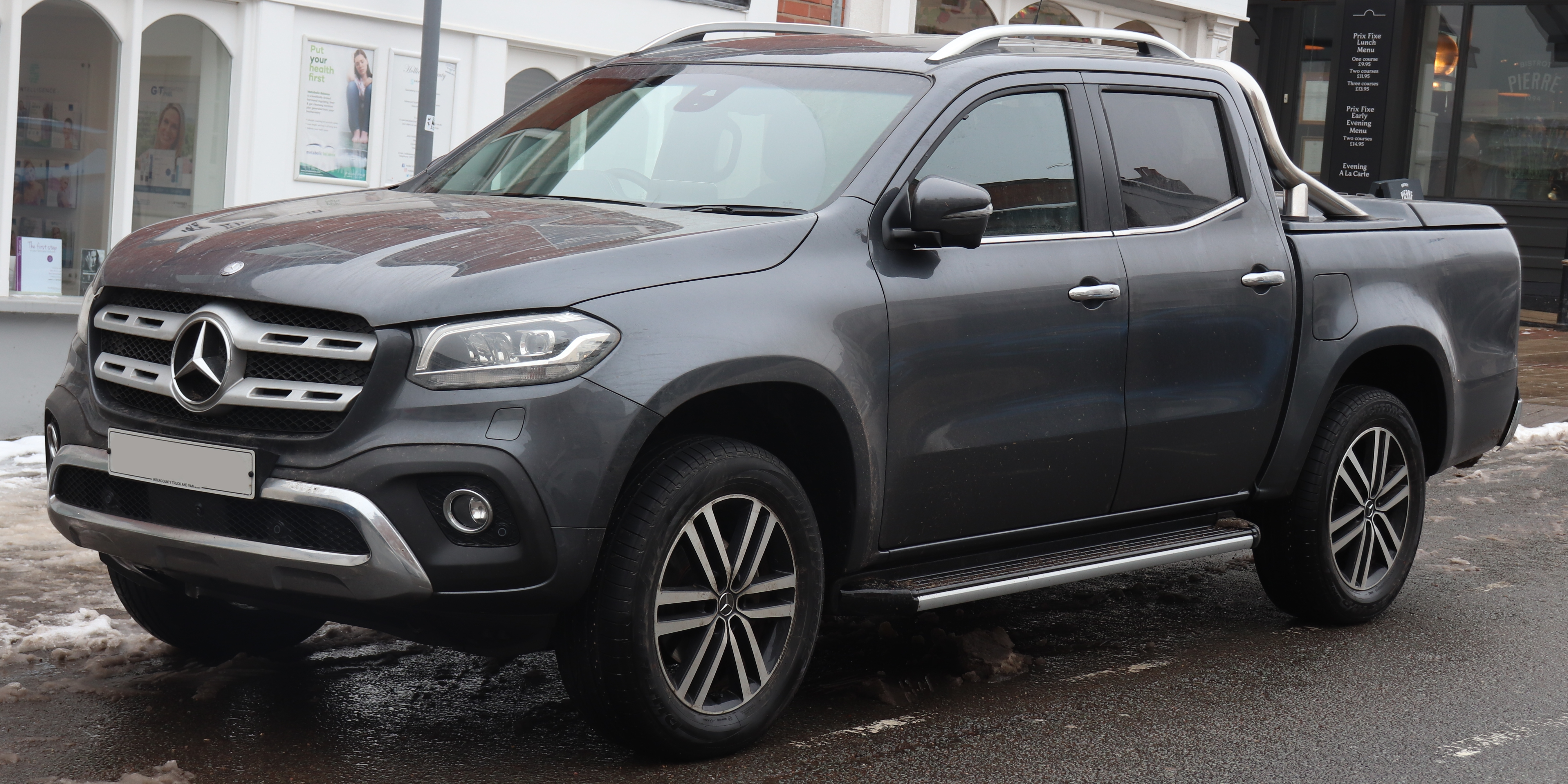
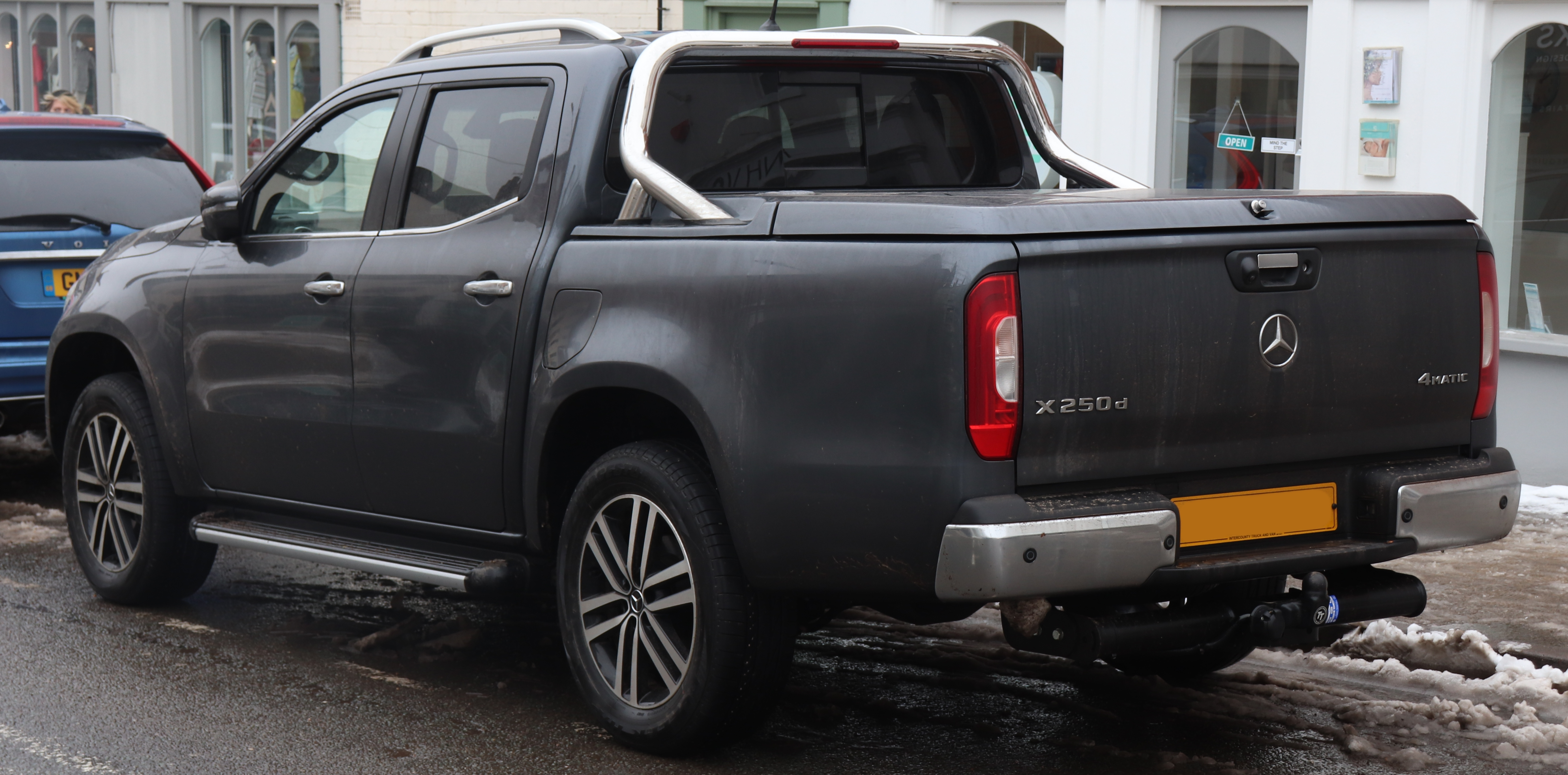

## Les différentes versions

### Modèles de base

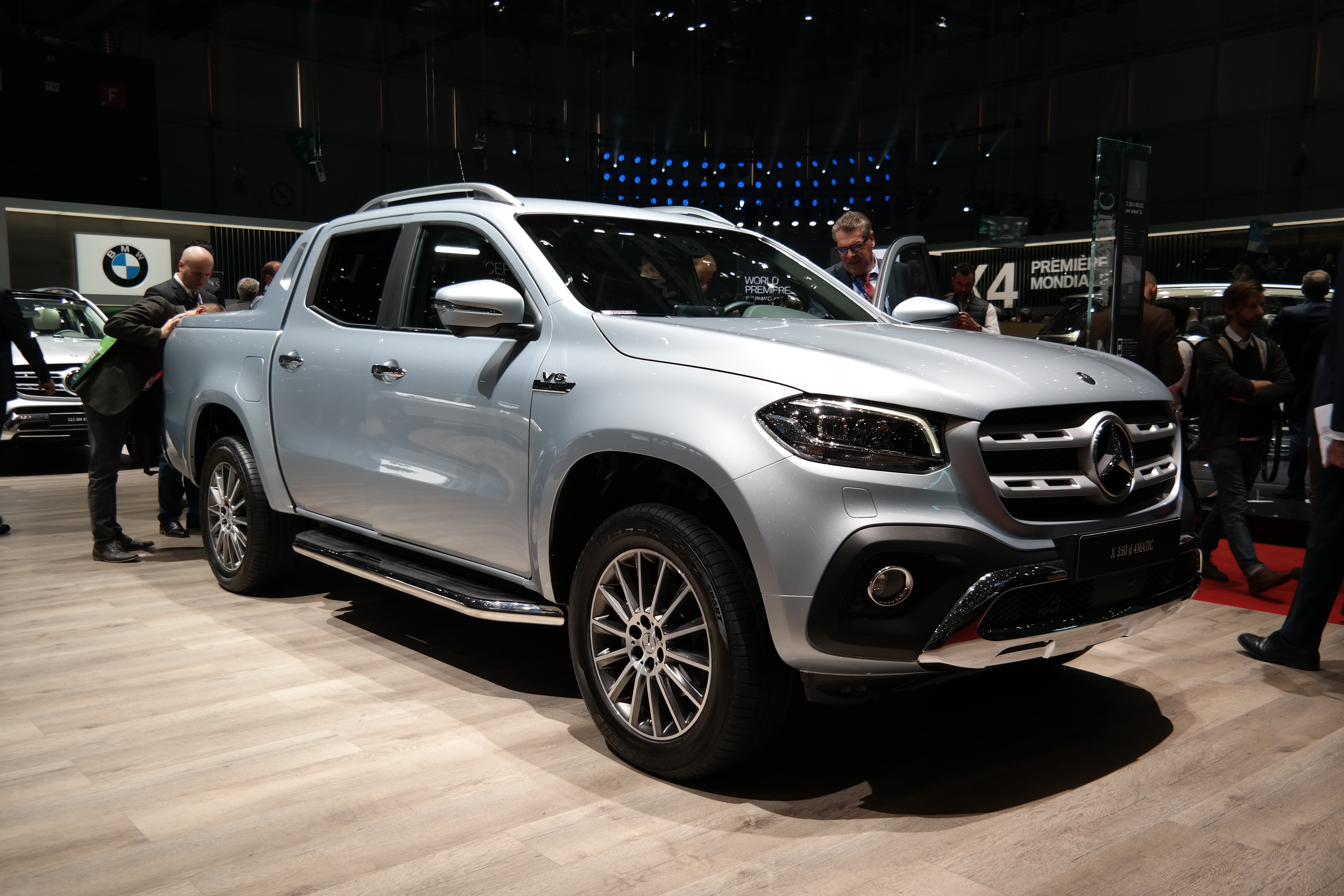
Mercedes-Benz Classe X.

X 220 ; X 250 ; X 350
- Voir : Motorisations.

## Caractéristiques
Le Classe X Type 470 repose sur la base technique du Nissan Navara de quatrième génération. Il est capable de transporter jusqu'à 1,1 tonne de chargement pour une traction allant jusqu'à 3 500 kg. Il n'est proposé qu'en version double cabine.

### Motorisations
La Type 470 a eu deux motorisations différentes de quatre et six cylindres lors de son lancement (diesel uniquement).
- Du côté des moteurs diesel : 
  - le OM 699 quatre cylindres en ligne à injection directe Common Rail de 2,3 litres avec turbocompresseur faisant 163 et 190 ch. Disponible sur les X 220 d et X 250 d.
  - le OM 642 six cylindres en V à injection directe Common Rail de 3,0 litres avec turbocompresseur faisant 258 ch. Disponible sur le X 350 d.

Tous les moteurs sont conformes à la norme anti-pollution Euro 6.
| Modèle et boîte                      | Construction      | Moteur + Nom                | Cylindrée         | Performance                   | Couple                     | 0 à 100 km/h                  | Vitesse maxi                      | Consommation + CO2                |
| X 220 d (boite manuelle 6)           | 11/2017 - 05/2020 | 4 cylindres en ligne OM 699 | 2 298 cm3 (2,3 L) | 120 kW (163 ch) à 3750 tr/min | 403 N m à 1500-2500 tr/min | 12,5 s                        | 172 km/h                          | 7,4 L/100 km 195 g/km             |
| X 220 d 4Matic (boite manuelle 6)    | 11/2017 - 05/2020 | 4 cylindres en ligne OM 699 | 2 298 cm3 (2,3 L) | 120 kW (163 ch) à 3750 tr/min | 403 N m à 1500-2500 tr/min | 12,9 s                        | 170 km/h                          | 7,6 L/100 km 200 g/km             |
| X 250 d (boite manu. 6 ou auto. 7)   | 11/2017 - 05/2020 | 4 cylindres en ligne OM 699 | 2 298 cm3 (2,3 L) | 140 kW (190 ch) à 3750 tr/min | 450 N m à 1500-2500 tr/min | manu. : 10,9 s auto. : 11,4 s | manu. : 184 km/h auto. : 179 km/h | 7,3 à 7,7 L/100 km 192 à 203 g/km |
| X 250 d 4Matic (boite automatique 7) | 11/2017 - 05/2020 | 4 cylindres en ligne OM 699 | 2 298 cm3 (2,3 L) | 140 kW (190 ch) à 3750 tr/min | 450 N m à 1500-2500 tr/min | 11,8 s                        | 176 km/h                          | 7,9 L/100 km 207 g/km             |
| X 350 d 4Matic (boite automatique 7) | 07/2018 - 05/2020 | 6 cylindres en V OM 642     | 2 987 cm3 (3,0 L) | 190 kW (258 ch) à 3400 tr/min | 550 N m à 1400-3200 tr/min | 7,9 s                         | 205 km/h                          | 9,0 L/100 km 237 g/km             |

### Mécanique
Le 470 est principalement équipé d'une boîte de vitesses automatique à 7 rapports nommé 7G-DCT. Elle peut également être équipé d'une boîte manuelle à six rapports.

### Finitions
Purefinition de base
- Audio 20 USB / 2 haut-parleurs ; Buses de ventilation noires ; Climatiseur manuel ; Jantes acier 17" ; Œillets d’arrimage ; Pare-chocs avant noir grainé ; Pare-chocs arrière noir ; Phares avant et arrière halogènes ; Protection de sol en plastique ; Rétroviseurs extérieurs réglables électrique ; Sièges avant ajustables manuellement ; Tableau de bord noir grainé ; Tissu Noir Tunja.

Progressivefinition haut de gamme
- Audio 20 USB / 8 haut-parleurs ; Buses de ventilation argentées ; Climatiseur manuel ; Détecteur de pluie ; Jantes alliage 17" ; Pare-chocs avant et arrière couleur carrosserie ; Rails de sécurité dans la benne ; Rétroviseurs extérieurs chauffants ; Revêtement de sol Dilour ; Volant et levier de vitesses en cuir.